# Ivan Vladislavic
Ivan Vladislavic (Pretoria, 1957) è uno scrittore sudafricano.

## Biografia
Ivan Vladislaviċ è uno scrittore sud africano di origine croata. Vive a Johannesburg. Ha lavorato attivamente come redattore di fiction e scienze sociali presso la casa editrice anti-apartheid Ravan Press. Ha lavorato inoltre per vari anni come assistente redattore presso la rivista Staffrider e ha curato l'antologia in "Ten years" di Staffrider insieme ad Andries Oliphant.
Le sue opere sono in corso di traduzione presso l'editore Utopia.

## Opere
- Missing Persons, Racconti, 1989
- The Folly, Romanzo, 1993. The Folly. Premiato con il CNA Literary Award.
- Propaganda by Monuments, Racconti brevi, 1996
- The Restless Supermarket, Romanzo, 2001
- The Exploded View
- Willem Boshoff, David Krut Publishing, 2005
- Portrait with Keys, 2006.
- Double Negative, 2011
- Flashback Hotel, 2011

## Opere tradotte in italiano
- Johannesburg. Street addresses/Johannesburg. Uno stradario, 2007
- TJ. Johannesburg fotografie 1948-2010-Doppia negazione, 2010

## Premi
- Olive Schreiner Prize (1991) per Missing Persons
- CNA Literary Award (1993) per The Folly
- Thomas Pringle Prize (1994) per two stories, Propaganda by Monuments and The WHITES ONLY Bench
- Noma Award per Publishing in Africa (1997): Honourable Mention for Propaganda by Monuments.
- Sunday Times Fiction Prize (2002) per The Restless Supermarket.
- Sunday Times Alan Paton Award for Nonfiction (2007) per "Portrait with Keys: Joburg & What-What".